# Murcray Heights
Murcray Heights är en kulle i Antarktis. Den ligger i Östantarktis. Nya Zeeland gör anspråk på området. Toppen på Murcray Heights är 2 820 meter över havet, eller 16 meter över den omgivande terrängen. Bredden vid basen är 0,64 km. Murcray Heights ingår i Royal Society Range.
Terrängen runt Murcray Heights är huvudsakligen kuperad, men österut är den bergig. Trakten är obefolkad. Det finns inga samhällen i närheten.